# Edwardsiana munda
Edwardsiana munda är en insektsart som först beskrevs av Mcatee 1926.  Edwardsiana munda ingår i släktet Edwardsiana och familjen dvärgstritar. Inga underarter finns listade i Catalogue of Life.